# 棘鯊屬
棘鯊屬（學名：Echinorhinus）是一屬角鲨目的鯊魚，且是笠鱗鮫科下的唯一一屬。牠的學名是來自希臘文的「海膽」及「鼻／吻」而來。
棘鯊屬包含兩個現存物種，特徵都是短吻、粗糙的表皮、沒有臀鰭及兩條背鰭。兩個物種都是生活在深海，不怎麼普遍及認識很少。